# Hanne Mathisen Haga
Hanne Mathisen Haga, född 3 september 1988, är en norsk skådespelare.
Mathisen Haga har bland annat medverkat i filmerna Ellos eatnu – Låt älven leva och Shadow Island. Hon har även medverkat i TV-serien Liv.

## Filmografi (i urval)
- 2023 – Ellos eatnu – Låt älven leva
- 2023 – Liv (TV-serie)
- 2023 – Shadow Island